# Comuna Malîi Șpakiv
Malîi Șpakiv (în ucraineană Малий Шпаків) este o comună în raionul Rivne, regiunea Rivne, Ucraina, formată din satele Dvorovîci, Humennîkî, Ivanîci, Malîi Șpakiv (reședința), Peredilî, Pidhirți, Ploska, Velîkîi Șpakiv și Zarițk.

## Demografie
Componența lingvistică a comunei Malîi Șpakiv
     Ucraineană (98,76%)
     Rusă (1,02%)
     Alte limbi (0,09%)
Conform recensământului din 2001, majoritatea populației comunei Malîi Șpakiv era vorbitoare de ucraineană (98,76%), existând în minoritate și vorbitori de rusă (1,02%).